# Escuelas Públicas del Condado de Loudoun
Escuelas Públicas del Condado de Loudoun (Loudoun County Public Schools) es un distrito escolar en el Condado de Loudoun, Virginia, Estados Unidos. Tiene su sede en Ashburn, un área no incorporada. La Junta Escolar del Condado de Loudoun (Loudoun County School Board) gestiona el distrito.

## Escuelas
Escuelas secundarias:
- Loudoun Academy of Science
- Escuela Secundaria Briar Woods
- Escuela Secundaria Broad Run
- Escuela Secundaria Dominion
- Escuela Secundaria Freedom
- Escuela Secundaria Heritage
- Escuela Secundaria de Loudoun County
- Escuela Secundaria Loudoun Valley
- Escuela Secundaria de Park View
- Escuela Secundaria Potomac Falls
- Escuela Secundaria Stone Bridge
- Escuela Secundaria Tuscarora
- Escuela Secundaria Woodgrove